# Úc lý
Úc lý, còn gọi là uất lý (tên khoa học: Prunus japonica), là loài thực vật có hoa trong họ Hoa hồng. Loài này được Carl Peter Thunberg mô tả khoa học đầu tiên năm 1784.

## Tên gọi
Các tên gọi thông thường bao gồm:
- Tiếng Trung: 郁李/鬱李 (úc/uất lý), 栘 (di), 常棣 (thường lệ), 唐棣 (đường lệ), 棠棣 (đường lệ), 薁李 (úc lý).
- Tiếng Nhật: ニワウメ, 庭梅 (đình mai).

## Mô tả
Cây bụi cao 1–1,5 m. Cành con màu nâu ánh xám; cành non màu xanh lục đến nâu ánh lục, nhẵn. Chồi mùa đông hình trứng, nhẵn nhụi. Lá kèm thẳng, 4–6 mm, mép có tuyến khía răng cưa. Cuống lá 2–5 mm, nhẵn nhụi hoặc có lông; phiến lá hình trứng đến hình trứng-hình mác, 3–7 × 1,5–2,5 cm, phần xa trục màu xanh lục nhạt và nhẵn nhụi hoặc có lông dọc theo gân lá, phần gần trục màu xanh lục sẫm và nhẵn nhụi, đáy thuôn tròn, mép khía răng cưa đôi hoặc răng cưa sâu, đỉnh nhọn thon; gân phụ 5–8 ở hai bên gân giữa. Hoa đơn độc hoặc đến 3, mọc thành chùm, nở cùng lúc với lá hoặc trước. Cuống hoa 0,5–2 cm, nhẵn nhụi hoặc có lông. Chén hoa hình con quay, 2,5–3 × 2,5–3 mm, mặt ngoài nhẵn nhụi. Lá đài hình elip, hơi dài hơn chén hoa, mép khía răng cưa, đỉnh thuôn tròn. Cánh hoa màu hồng hoặc trắng, hình trứng ngược. Nhị hoa ~32. Vòi nhị dài gần bằng nhị, nhẵn nhụi. Quả hạch màu đỏ sẫm, gần tròn, đường kính ~1 cm; vỏ quả trong nhẵn bóng. Ra hoa tháng 5, tạo quả tháng 6–8.

## Phân bố
Có tại miền đông và đông bắc Trung Quốc (các tỉnh Cát Lâm, Chiết Giang, Hà Bắc, Hà Nam, Hắc Long Giang, Liêu Ninh, Sơn Đông), Nhật Bản, bán đảo Triều Tiên. Môi trường sống là rừng trên các sườn dốc, bụi rậm, các dốc núi nhiều nắng, cũng được gieo trồng; cao độ 100-200 m.

## Các thứ
- Prunus japonica var. japonica:[6] Nguyên chủng. Miền đông và đông bắc Trung Quốc, bán đảo Triều Tiên, Nhật Bản. Cuống lá 2–3 mm; phiến lá hình trứng tới hình trứng-hình mác, mép khía răng cưa đôi nhọn. Cuống hoa 0,5–1 cm. Ra hoa tháng 5, tạo quả tháng 7-8.[7]
- Prunus japonica var. nakaii (H.Lév.) Rehder, 1922:[8][9] Đông bắc Trung Quốc (Cát Lâm, Hắc Long Giang, Liêu Ninh), bán đảo Triều Tiên. Cuống lá 3–5 mm; phiến lá hình trứng, mép khía răng cưa sâu. Cuống hoa 1–2 cm. Ra hoa tháng 5, tạo quả tháng 6-7.[10]

### Prunus japonicavar.japonica
Danh pháp đồng nghĩa:
- Amygdalus glandulosa Leroy ex K.Koch, 1869 nom. inval.
- Cerasus japonica f. albiflora Skvortsov, 1929
- Cerasus japonica var. engleri (Koehne) Popov, 1929
- Cerasus nakaii var. porphyrea Takenouch ex S.Q.Nie, 1982
- Microcerasus glandulosa f. consociiflora (C.K.Schneid.) Eremin & Yushev, 1979
- Prunus consociiflora C.K.Schneid., 1905
- Prunus ishidoyana Nakai, 1919
- Prunus japonica f. engleri (Koehne) Koehne, 1912
- Prunus japonica var. engleri Koehne, 1910
- Prunus japonica var. eujaponica Koehne, 1912
- Prunus japonica f. fauriei Koehne, 1912
- Prunus japonica var. florepleno Siebold & Zucc., 1841
- Prunus japonica var. fukienensis Rehder, 1922
- Prunus japonica var. gracillima Koehne, 1912
- Prunus japonica var. keri (Steud.) Koehne, 1912
- Prunus japonica f. minor Koehne, 1912
- Prunus japonica f. oldhamii Koehne, 1912
- Prunus japonica var. pendula Lavallée, 1877 nom. nud.
- Prunus japonica pendula Koehne, 1893
- Prunus japonica var. puberula Cardot, 1920
- Prunus japonica var. pubescens Cardot, 1920
- Prunus japonica f. rufinervis (Nakai) T.B.Lee, 1966
- Prunus japonica var. sphaerica Carrière, 1890
- Prunus japonica f. sphaerica (Carrière) Koehne, 1912
- Prunus japonica var. thunbergii Koehne, 1910
- Prunus japonica f. thunbergii (Koehne) Koehne, 1912
- Prunus japonica var. typica Matsum., 1900 nom. inval.
- Prunus japonica var. typica T.Itô, 1900
- Prunus keri Steud., 1841
- Prunus nakaii var. ishidoyana (Nakai) H.S.Kim, 1974
- Prunus nakaii var. rufinervis Nakai, 1939

### Prunus japonicavar.nakaii
Danh pháp đồng nghĩa:
- Cerasus japonica var. nakaii (H.Lév.) T.T.Yu & C.L.Li, 1986
- Cerasus nakaii (H.Lév.) A.I.Baranov ex Liou, 1955
- Microcerasus glandulosa f. nakaii (H.Lév.) Eremin & Yushev, 1979
- Prunus nakaii H.Lév., 1909
- Prunus nakaii var. typica Nakai, 1939 nom. inval.
- Prunus nakaii var. cordata Uyeki, 1944
- Prunus pseudonalaii Uyeki, 1944

## Hình ảnh

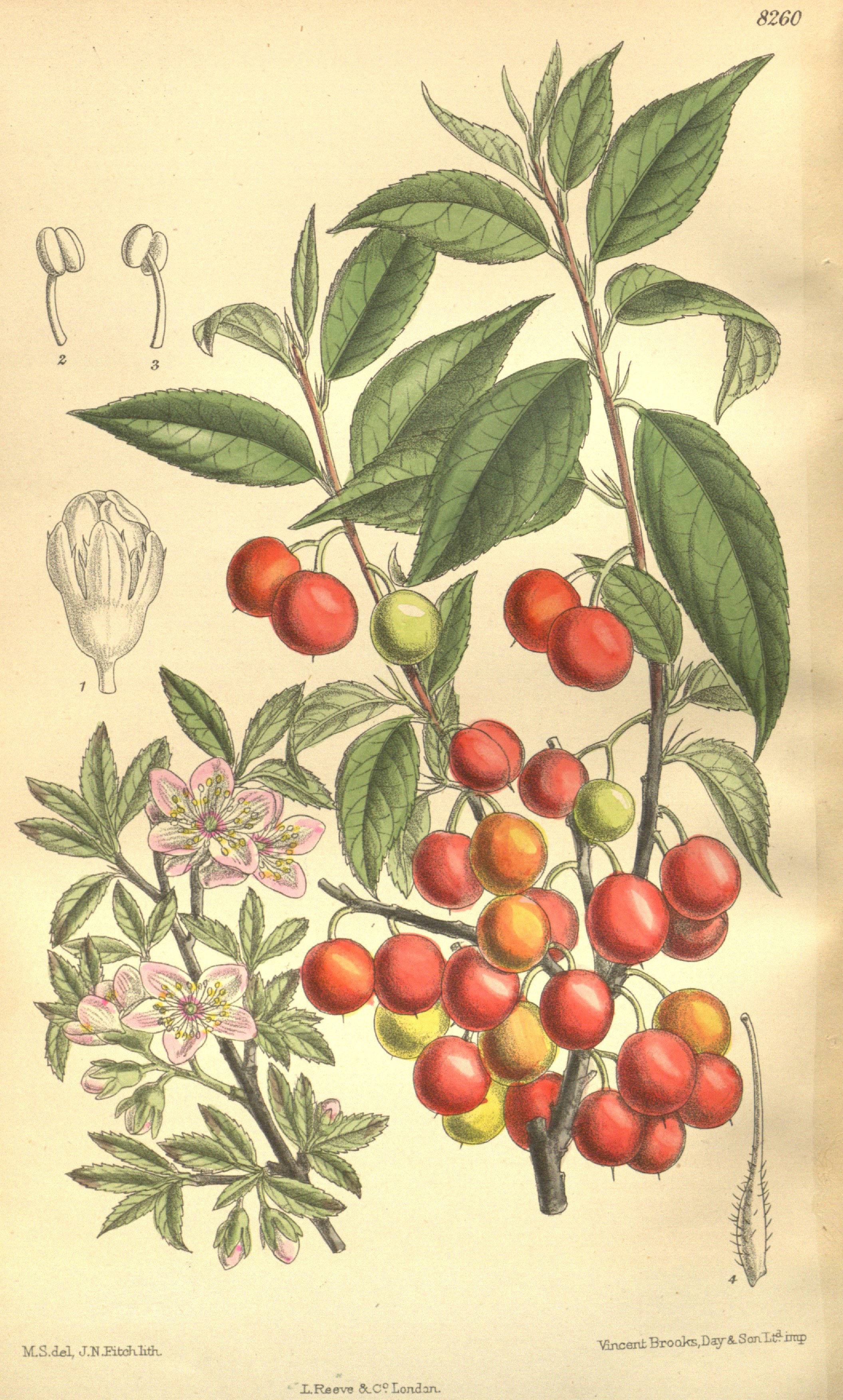
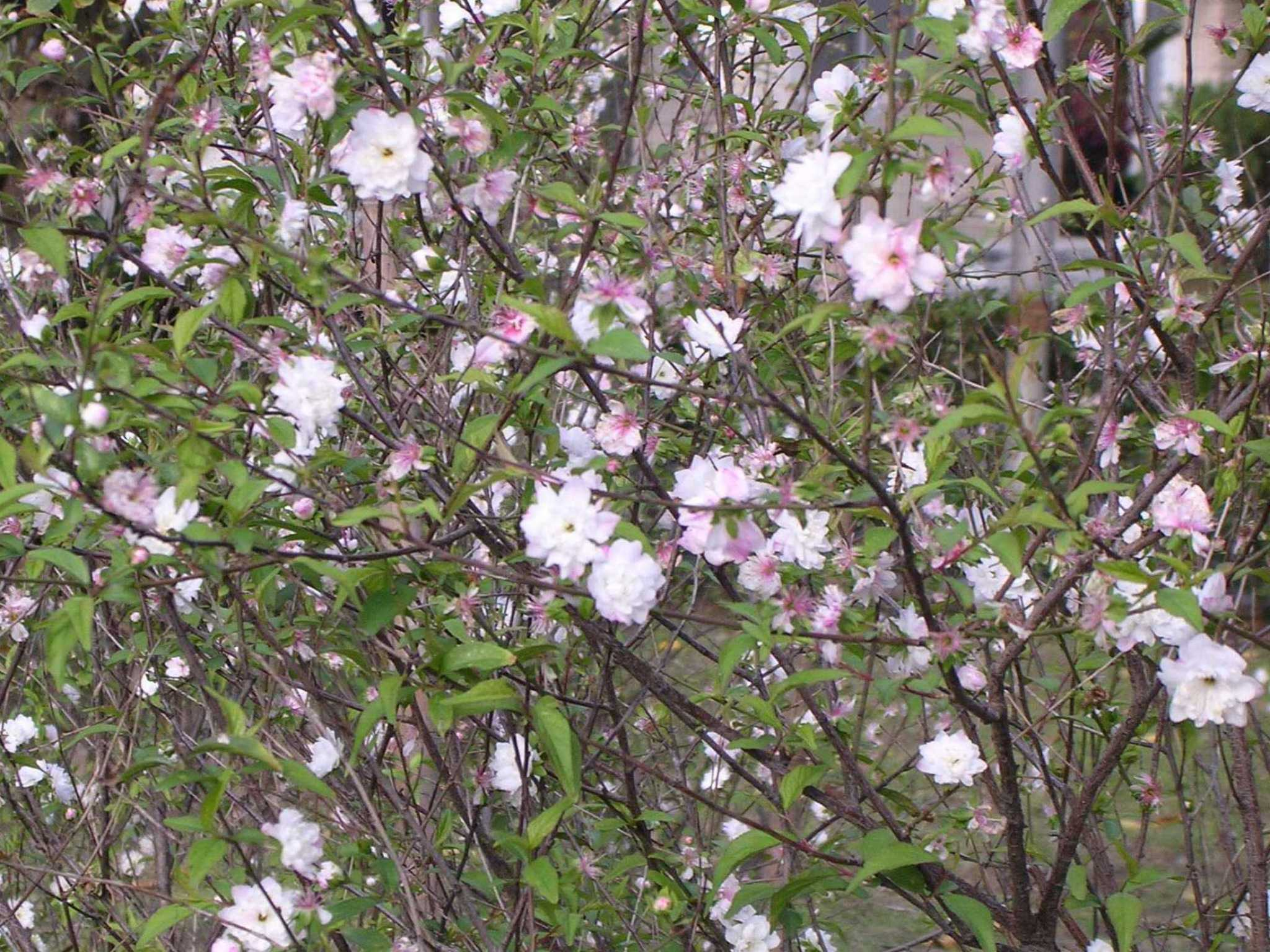
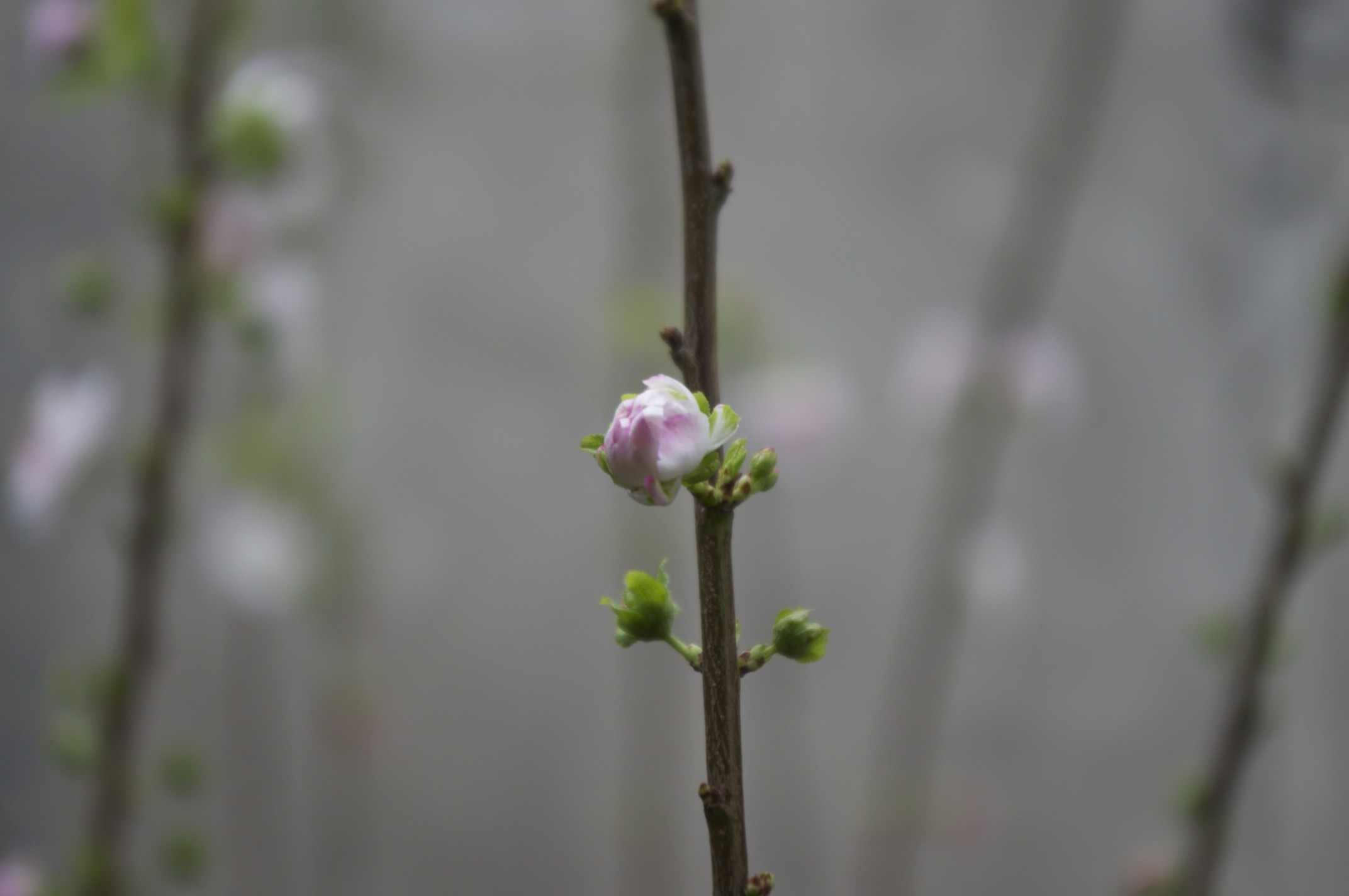
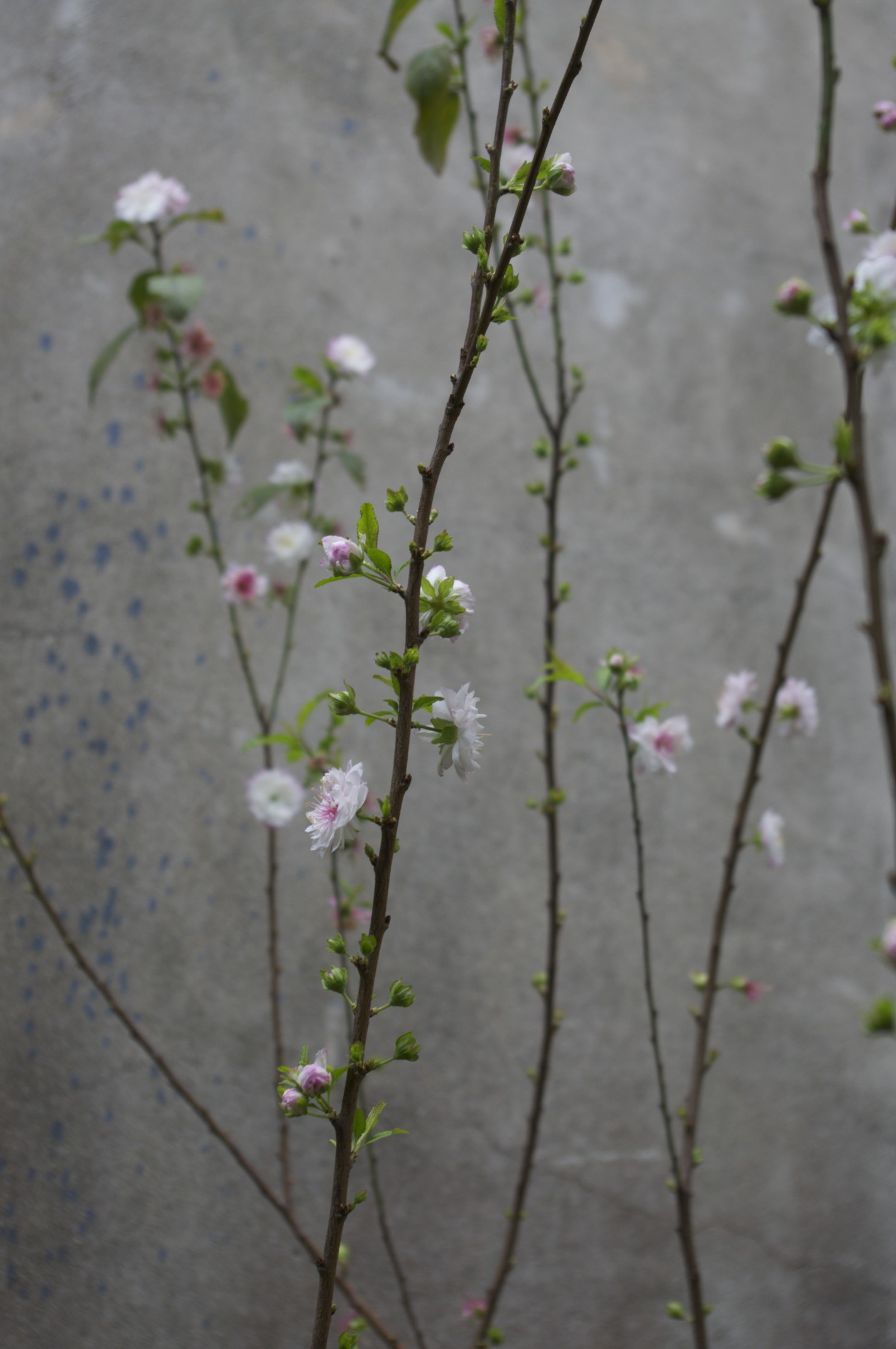